# 约安卡·冈萨雷斯
约安卡·冈萨雷斯（西班牙語：Yoanka González，1976年1月9日—），古巴女子自行车运动员。她曾代表古巴参加2000年、2004年和2008年夏季奥林匹克运动会自行车比赛，其中2008年奥运会获得一枚银牌。